# Анџела Тајгер
Анџела Тајгер (енгл. Angela Tiger), рођена 26. септембра 1976. у Паризу, француска је порнографска глумица и режисерка (са псеудонимом на енглеском).

## Номинације за награду
- 2000: Номинација за : [1]
- 2004: Номинација за : [2]

## Филмографија (делимична)

### као глумица
-{
- 2002: Étranges exhibitions
- 2002: Missions de charme
- 2002: Dilemme charnel
- 2001: Le point Q
- 2001: La fête à Gigi
- 2001: Les 12 coups de minuit
- 2001: Educating Joy
- 2001: La polizia ringrazia
- 2001: La rose et le fouet
- 2001: Sex Me
- 2000: Casa di cura
- 2000: Harcèlement au féminin
- 2000: Worldwide Sex 2: Wild in Paris
- 2000: Call Girl
- 2000: Festival!
- 2000: Taxi… une journée hard ordinaire
- 2000: Jetzt wird's schmutzig 5 (Редаљка са Џином Вајлд)

}-

### као режисерка
-{
- 2003: Le parfum du désir
- 2004: En toute intimité

}-